# Pintor de Lewis

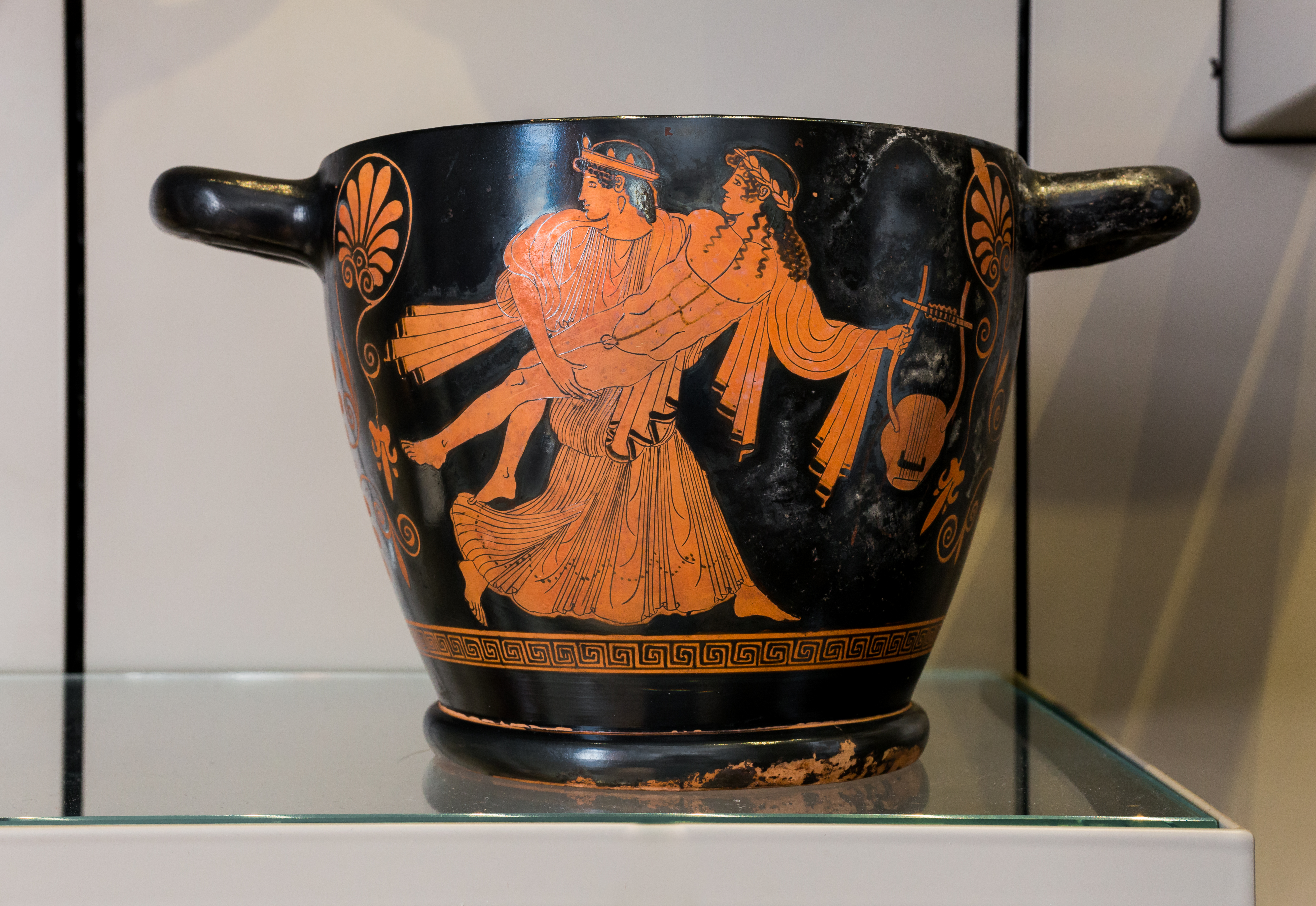
Escifo ático de figuras rojas, Eos raptando a un niño con una lira (Titono o Céfalo), c. 460 a. C., Museo Fitzwilliam, préstamo GR Ant. 103.19, Cambridge.

El Pintor de Lewis es el nombre convenido para un pintor ático de vasos de figuras rojas activo aproximadamente entre el 475 y el 450 a. C.
El Pintor de Lewis (también llamado Polignoto II) recibió su nombre de John Beazley en honor al dueño de uno de sus escifos (con una pintura de figuras rojas de Eos raptando a un niño, probablemente Titono o Céfalo. en Cambridge (Lewis Collection), anteriormente en el Corpus Christi College, Cambridge (Corpus - uno de los colegios que conforman la Universidad de Cambridge) y actualmente alojado en el Museo Fitzwilliam, Cambridge (GR. Préstamo Ant.103.19). Más tarde, sin embargo, se descubrieron dos escifos decorados por su mano, que estaban firmados, primero fragmentariamente, luego completos: POLYGNÓTOS EGRAFSEN (‘Polignoto lo pintó’).
 Sin embargo, mantuvo su antiguo nombre convenido para evitar confusiones con otro pintor de vasos especialmente más joven, Polignoto (activo desde el 450 hasta el 420 a. C.).
El descubrimiento posterior de este nombre en el vaso resultó más confuso que útil, ya que el Pintor de Nausícaa también era conocido por este nombre, y también era el nombre de Polignoto de Tasos, un famoso pintor de murales del Clásico temprano. A menudo se sugiere que los pintores de vasos se hacían llamar por el nombre de este famoso pintor de murales, cuya actividad en Atenas pudo haber comenzado ya en la época del Pintor de Lewis. Tanto el Pintor de Lewis como el Pintor de Nausícaa podrían haberse inspirado en sus murales y firmar con su nombre ("tomaron prestado su nombre").
El Pintor de Lewis se especializó en la decoración de escifos. Se le atribuyen unos cuarenta, todos del tipo A, pero varían en tamaño y diseño. Los más pequeños tienen una sola figura a cada lado y a menudo no presentan motivos florales en las asas. Algunas de las más grandes también presentan una o ambas características, pero los más elaboradas presentan dos figuras en cada una y están decoradas con palmetas y zarcillos en ambas asas. Prefería las escenas mitológicas (a menudo con escenas dionisíacas). Entre sus sucesores, el Pintor de Penélope se especializó especialmente en la pintura de cielos.